# NGC 2252
NGC 2252 is een open sterrenhoop in het sterrenbeeld Eenhoorn. Het hemelobject werd op 27 januari 1786 ontdekt door de Duits-Britse astronoom William Herschel.

## Synoniemen
- OCL 514